# Clément Barbot
Clément Barbot (1914 - 14 de julho de 1963)  foi um influente assessor do presidente haitiano François Duvalier. Na sequência de uma tentativa de golpe de Estado em 1958, Barbot se tornou o primeiro líder do Tonton Macoute, uma 'Milícia Voluntária de Segurança Nacional' que impôs brutalmente o regime despótico de Duvalier. Depois de sofrer um ataque cardíaco em maio de 1959, Duvalier nomeou Barbot como seu representante; assim que se recuperou, acusou Barbot de tentar usurpá-lo como presidente e o aprisionou no notório Forte Dimanche. Após ser libertado em 1963, Barbot, seu irmão Harry e um pequeno grupo de apoiadores tentaram depor Duvalier sequestrando seus filhos em Porto Príncipe. O complô fracassou rapidamente e, nos dias seguintes, Barbot e seus homens foram perseguidos e mortos.